# Clithrocytheridea chiloeensis
Clithrocytheridea chiloeensis is een mosselkreeftjessoort uit de familie van de Cytherideidae. De wetenschappelijke naam van de soort is voor het eerst geldig gepubliceerd in 1962 door Hartmann-Schröder & Hartmann.